# 測度収束
数学の分野における測度収束（そくどしゅうそく、英: convergence in measure）とは、確率収束の概念を一般化する、二つの異なる数学の概念に対して用いられる語である。

## 定義
{\displaystyle f,f_{n}\ (n\in \mathbb {N} ):X\to \mathbb {R} } を、測度空間 (X,Σ,μ) 上の可測関数とする。関数列 (fn) が f へと大域的に測度収束するとは、すべての ε > 0 に対して
{\displaystyle \lim _{n\to \infty }\mu (\{x\in X:|f(x)-f_{n}(x)|\geq \varepsilon \})=0}
が成立することを言う。また、同様の関数列が f へと局所的に測度収束するとは、すべての ε > 0 および {\displaystyle \mu (F)<\infty } であるようなすべての {\displaystyle F\in \Sigma } に対して
{\displaystyle \lim _{n\to \infty }\mu (\{x\in F:|f(x)-f_{n}(x)|\geq \varepsilon \})=0}
が成立することを言う。
測度収束という語は、人によって、上述の大域的あるいは局所的のいずれかの場合に対して用いられる。

## 性質
以下では、f と fn (n {\displaystyle \in } N) は X → R の可測関数とする。
- 大域的な測度収束は、局所的な測度収束を意味する。しかし逆は成立しない。すなわち、一般的に、局所的な測度収束は大域的な測度収束よりも厳密に弱い概念となっている。
- しかし、もし {\displaystyle \mu (X)<\infty } であるか、あるいは一般的に、すべての fn がある有限測度の集合の外部で消失するのであれば、局所的な測度収束と大域的な測度収束の間に違いは無くなる。
- μ がシグマ有限（英語版）で、列 (fn) が f へと（局所的あるいは大域的に）測度収束するのであれば、ほとんど至る所で f へと収束する部分列が存在する。大域的な測度収束の場合は、シグマ有限性は必要とはされない。
- μ がシグマ有限であるなら、(fn) が f へと局所的に測度収束するための必要十分条件は、すべての部分列が、ほとんど至る所で f へと収束する部分列をさらに持つことである。
- 特に、(fn) が f へとほとんど至る所で収束するのであれば、(fn) は f へと局所的に測度収束する。その逆は成り立たない。
- ほとんど至る所での収束が（局所的あるいは大域的な）測度収束に置き換えられても、ファトゥの補題および単調収束定理は成立する[要出典]。
- μ がシグマ有限であるなら、ほとんど至る所での収束が（局所的あるいは大域的な）測度収束に置き換えられても、ルベーグの優収束定理は成立する[要出典]。
- X = [a,b] ⊆ R であり μ が ルベーグ測度であるなら、f へと大域的に測度収束するような階段関数の列 (gn) および連続関数の列 (hn) が存在する。
- f と fn (n ∈ N) が、ある p > 0 に対してLp(μ)に含まれ、p-ノルムにおいて (fn) が f へと収束するなら、(fn) は f へと大域的に測度収束する。その逆は成立しない。
- fn が f へと測度収束し、gn が g へと測度収束するなら、fn + gn は f + g へと測度収束する。加えて、もしその測度空間が有限であるなら、fngn は fg へと収束する。

## 反例
{\displaystyle X=\mathbb {R} } とし、μ をルベーグ測度とし、f を値がゼロであるような定数関数とする。
- 関数列 {\displaystyle f_{n}=\chi _{[n,\infty )}} は f へと局所的に測度収束するが、大域的には測度収束しない。

- {\displaystyle k=\lfloor \log _{2}n\rfloor } とし、{\displaystyle j=n-2^{k}} とした関数列 {\displaystyle f_{n}=\chi _{[{\frac {j}{2^{k}}},{\frac {j+1}{2^{k}}}]}} （この初めの五つの項は {\displaystyle \chi _{\left[0,1\right]},\;\chi _{\left[0,{\frac {1}{2}}\right]},\;\chi _{\left[{\frac {1}{2}},1\right]},\;\chi _{\left[0,{\frac {1}{4}}\right]},\;\chi _{\left[{\frac {1}{4}},{\frac {1}{2}}\right]}} である）は、f へと局所的に測度収束する。しかし、fn(x) がゼロへと収束するような x は存在せず、したがって (fn) は f へとほとんど至る所で収束するという訳ではない。

- 関数列 {\displaystyle f_{n}=n\chi _{\left[0,{\frac {1}{n}}\right]}} は f へとほとんど至る所で収束（したがって、局所的に測度収束）する。しかし、どのような {\displaystyle p\geq 1} に対しても、p-ノルムにおける収束はしない。

## 位相
X からの可測関数の系（collection）で、局所的な測度収束が位相上の収束に対応するようなものについて、（局所）測度収束の位相と呼ばれる位相が存在する。この位相は、擬距離の族
{\displaystyle \{\rho _{F}:F\in \Sigma ,\ \mu (F)<\infty \},}
によって定義される。ここで
{\displaystyle \rho _{F}(f,g)=\int _{F}\min\{|f-g|,1\}\,d\mu }
とする。
この位相は擬距離の族によって生成されているため、一様化可能である。位相の代わりに一様構造を考えることで、コーシー性のような一様性を構成することが出来る。